# Ariel Aragón
Ariel Cirilo Alejandro Aragón (Los Ralos, Tucumán, 22 de octubre de 1982) es un exfutbolista argentino que jugaba como volante.

## Trayectoria

### Atlético Tucumán
Aragón debutó con la camiseta de Atlético Tucumán en el año 2001. Su primer ciclo en el  decano duró hasta 2004. En el 2005 volvió al club para tener su segunda etapa, que duró hasta 2007.

### Ñuñorco
En 2004 pasó a Ñuñorco. En el club de Monteros tuvo un breve paso.

### Sportivo Patria
En 2007 se mudó a Formosa, para sumarse a Sportivo Patria.

### Gimnasia y Tiro
En 2008 llegó a Gimnasia y Tiro. En el 2010 volvió al club, para tener su segundo ciclo.

### Atlético Concepción
En 2008 se sumó a Atlético Concepción, en el equipo bandeño tuvo corto paso.

### Central Norte
En el año 2009 jugó para Central Norte.

### 9 de Julio
En 2010 pasó a 9 de Julio. Su primer paso en el club de Morteros duró hasta 2011. En 2013 tuvo un segundo paso por el club.

### Guabirá
Su primer experiencia en el extranjero fue cuando se mudó a Bolivia para jugar en Guabirá. En el equipo boliviano jugó la temporada 2011/12.

### Real Potosí
Para la temporada 2012/13 se unió a Real Potosí. En el equipo de Potosí jugó una temporada.

### Concepción
En 2014 volvió a Concepción. Con el cuervo del sur tucumano logró el ascenso al Federal A. En el equipo tucumano jugó hasta 2015.

### San Jorge
En 2016 llegó a San Jorge. En el expreso jugó la primera mitad de año.

### Progreso de Rosario de la Frontera
En 2016 jugó para Progreso de Rosario de la Frontera.

### Deportivo Aguilares
En 2017 volvió a Tucumán, para sumarse a Deportivo Aguilares.

### Unión Santiago
En 2019 llegó a Unión Santiago, donde se retiró del fútbol.

## Clubes
| Club                               | País      |
| ---------------------------------- | --------- |
| Atlético Tucumán                   | Argentina |
| Ñuñorco                            | Argentina |
| Sportivo Patria                    | Argentina |
| Gimnasia y Tiro                    | Argentina |
| Atlético Concepción                | Argentina |
| Central Norte                      | Argentina |
| 9 de Julio                         | Argentina |
| Guabirá                            | Bolivia   |
| Real Potosí                        | Bolivia   |
| Concepción                         | Argentina |
| San Jorge                          | Argentina |
| Progreso de Rosario de la Frontera | Argentina |
| Deportivo Aguilares                | Argentina |
| Unión Santiago                     | Argentina |